# 印度鮭口波魚
印度鮭口波魚（学名：Sarcocheilichthys novacula）为輻鰭魚綱鯉形目鲤科的其中一種，分布於亞洲印度溪流上游或水庫，體長可達12.5公分。

## 扩展阅读
維基物種上的相關：印度鮭口波魚